# آنا سميث
آنا سميث (بالإنجليزية: Anna Deavere Smith)‏ هي كاتبة مسرحية وكاتِبة وكاتبة سيناريو وممثلة أمريكية، ولدت في 18 سبتمبر 1950 ببالتيمور في الولايات المتحدة. من الجوائز التي نالتها جائزة المسرح العالمي سنة 1994 وزمالة ماك آرثر سنة 1996 والوسام الوطني للعلوم الإنسانية ‏ سنة 2012 وDrama Desk Award for Outstanding Solo Performance ‏ سنة 1993 وDrama Desk Award for Outstanding Solo Performance ‏ سنة 1994 وجائزة محاضر جفرسون ‏ سنة 2015 وWashington D.C. Area Film Critics Association Award for Best Supporting Actress ‏ عن عمل وصمة عار إنسان سنة 2003 وجائزة جورج بولك ‏ سنة 2016.

## أعمال

### أفلام
- (1993) فيلادلفيا[20]
- (1995) الرئيس الأمريكي[21]
- (2003) وصمة عار إنسان[22]
- (2007) المملكة[23]
- (2008) ريتشل تتزوج[24]
- (2018) أيمكنك أن تسامحني؟[25]

## جوائز وترشيحات
جوائز
- جائزة المسرح العالمي (1994)
- زمالة ماك آرثر (1996)
- الوسام الوطني للعلوم الإنسانية [الإنجليزية]‏ (2012)
- Drama Desk Award for Outstanding Solo Performance [الإنجليزية]‏ (1993)
- Drama Desk Award for Outstanding Solo Performance [الإنجليزية]‏ (1994)
- جائزة محاضر جفرسون [الإنجليزية]‏ (2015)
- Washington D.C. Area Film Critics Association Award for Best Supporting Actress [الإنجليزية]‏، عن عمل: وصمة عار إنسان (2003)
- جائزة جورج بولك [الإنجليزية]‏ (2016)

ترشيحات
- جائزة بوليتزر عن فئة الدراما (1993)
- Tony Award for Best Play [الإنجليزية]‏ (1994)
- جائزة توني لأفضل ممثلة مسرحية [الإنجليزية]‏ (1994)
- Drama Desk Award for Outstanding Solo Performance [الإنجليزية]‏ (2010)
- Screen Actors Guild Award for Outstanding Performance by an Ensemble in a Comedy Series [الإنجليزية]‏ (2013)
- NAACP Image Award for Outstanding Supporting Actress in a Comedy Series [الإنجليزية]‏ (2011)
- NAACP Image Award for Outstanding Supporting Actress in a Comedy Series [الإنجليزية]‏ (2013)
- NAACP Image Award for Outstanding Supporting Actress in a Comedy Series [الإنجليزية]‏ (2014)
- NAACP Image Award for Outstanding Supporting Actress in a Drama Series [الإنجليزية]‏، عن عمل: الجناح الغربي (2003)
- NAACP Image Award for Outstanding Supporting Actress in a Drama Series [الإنجليزية]‏، عن عمل: الجناح الغربي (2004)
- جائزة اختيار النقاد للأفلام عن فئة أفضل طاقم تمثيلي [الإنجليزية]‏، عن عمل: ريتشل تتزوج (2008)

## وصلات خارجية
- آنا سميث على موقع IMDb (الإنجليزية)
- آنا سميث على موقع الموسوعة البريطانية (الإنجليزية)
- آنا سميث على موقع ألو سيني (الفرنسية)
- آنا سميث على موقع أول موفي (الإنجليزية)
- آنا سميث على موقع قاعدة بيانات برودواي على الإنترنت (الإنجليزية)
- آنا سميث على موقع قاعدة بيانات الأفلام السويدية (السويدية)
- آنا سميث على موقع إن إن دي بي (الإنجليزية)
- آنا سميث على موقع قاعدة بيانات الفيلم (الإنجليزية)
- آنا سميث على موقع كينوبويسك (الروسية)